# Allende & Brea
Allende & Brea es una firma de abogados en Buenos Aires, Argentina.

## Historia
Graduados en la Facultad de Derecho de la Universidad de Buenos Aires (UBA), los fundadores Juan Martín Allende (1924-2019) y Teodosio César Brea estudiaron en el Latin American Law Institute de la Universidad de Nueva York en distintos años, uno en 1948, y otro en 1952. Trabajaron, sin conocerse, en el mismo estudio norteamericano: Breed, Abbot & Morgan (actualmente Whitman Breed, Abbot & Morgan). En 1957 viajó a Buenos Aires un abogado norteamericano que provenía del mismo estudio y de la misma universidad, e invitó a comer a los doctores Allende y Brea, con sus esposas. Inmediatamente, estos sintonizaron y, al volver de la comida, siguieron hablando largamente en el living de la casa de Brea. Al final de la reunión se dieron la mano y acordaron trabajar juntos armando un estudio jurídico.
El estudio creció rápido; en dos años tenían 30 abogados trabajando (actualmente son 80 abogados). El comienzo coincidió con el proceso de industrialización y modernización del gobierno de Arturo Frondizi en la Argentina. Uno de los primeros clientes fue una empresa fabricante de automóviles más grande de la Argentina. Uno de estos clientes era Industrias Kaiser Argentina empresa a la cual asesoraron en todos sus aspectos legales. También conocida como IKA, esta empresa produjo en asociación con Renault el primer automóvil íntegramente argentino conocido como IKA-Renault Torino. Desde el comienzo, Juan Allende y Teodosio Brea tenía algunos principios muy claros: absoluta dedicación profesional al trabajo y gran fe en la gente joven. Sus abogados habían estudiado todos en el extranjero y adoptaron el modelo de estudio norteamericano. Fue el primer estudio de Argentina en facturar por horas los servicios prestados a sus clientes y trabajar por departamentos especializados.
Desde el año 1977, el estudio ocupa cinco pisos en la Torre IRSA, también conocida antes como Torre Pirelli, obra del arquitecto Mario Bigongiari ubicada al margen de la Plaza San Martín, en el barrio de Retiro, Ciudad Autónoma de Buenos Aires. Fue el primer estudio jurídico argentino en tener oficinas en el extranjero: abrió una oficina en Madrid en abril de 1974, y envió profesionales argentinos que revalidaron su título de abogado para ejercer por unos años en España. También mantuvo por casi dos décadas una oficina de representación en la ciudad de Nueva York desde mayo de 1975. Actualmente solo opera con la oficina de Buenos Aires donde trabajan cerca de cien (100) abogados.

## Miembros notables de la firma
Teodosio César Brea - Presidente del Servicio de Parques Nacionales Argentinos (1966-1970); presidente de la Fundación Vida Silvestre Argentina; vicepresidente y miembro del consejo directivo de World Wild Found for Nature (WWF) (1982-1995).
Gabriel Astarloa - procurador general de la Ciudad Autónoma de Buenos Aires (2015 - 2018).
Diego Botana - miembro de la Comisión para la elaboración de un anteproyecto de modificación parcial del Código Civil y Comercial de la Nación (Decreto N.º 182/2018) - Conjuez de la Corte Suprema de Justicia de la Nación (Decreto N.º 1017/2018).
Julio Rodolfo Comadira - profesor de derecho administrativo, síndico general de la Nación y Conjuez de la Corte Suprema de Justicia de la Nación.
Francisco Susmel - Director de la Comisión Nacional de Valores.
Mariano Federici - Presidente de la UIF.
Claudio Cesario -  Presidente de la Asociación de Bancos de la Argentina (ABA).

## Derecho del medio ambiente
En la década del ochenta el estudio tuvo una destacada actuación en el derecho de los recursos naturales y el incipiente régimen legal del derecho del medio ambiente a partir de la década del ochenta. Allende fue el primer estudio jurídico en tener un departamento con abogados dedicados exclusivamente al tema y participar en litigios sobre la materia. Teodosio Brea, uno de los fundadores de la firma, fue además Presidente del Servicio de Parques Nacionales Argentinos (1966-1970); Presidente de la Fundación Vida Silvestre Argentina; y Vicepresidente y Miembro del Consejo Directivo del Fondo Mundial para la Naturaleza (World Wild Found for Nature - WWF) (1982-1995).

## Derecho de Internet
En el año 2000 Internet y el comercio electrónico explotaron en la Argentina. Durante el primer semestre de 1.999 se lanzaron más del 40 por ciento de los sitios argentinos que se podían encontrar en la Web según un estudio hecho por la consultora Prince & Cooke durante noviembre de 1999, para el estudio de abogados Allende & Brea, la consultora McKinsey & Company y la compañía Microsoft de Argentina.
Ese mismo estudio daba cuenta que para fines del 1999 había cerca de 485 empresas de Internet activas en la Argentina creadas solo ese año. Durante ese boom de Internet, Allende & Brea fue un importante impulsor de la emergente industria tecnológica argentina, y sus abogados asesoraron y ayudaron a incorporar más de 220 empresas de Internet.

## Casos trascendentes
El estudio intervino en varios casos trascendentes. Por ejemplo participó activamente en el recurso extraordinario en el caso Swift Deltec, en el cual la Corte Suprema de Justicia de la Nación se pronunció sobre la responsabilidad legal de los grupos económicos y el corrimiento del velo societario.
También intervino en el caso Coca Cola v. Pepsi relativo al conocido "Desafío Pepsi" (Pepsi Challenge) en el cual se declaró la legalidad de la publicidad comparativa objetiva. Este es además el único caso de publicidad comparativa que llegó a la Corte Suprema de Justicia de la Nación.
Asimismo el estudio intervino en el caso Vizzoti v. AMSA SA s/despido, caso en el cual la Corte Suprema de Justicia de la Nación declaró la inconstitucionalidad del tope indemnizatorio previsto en el artículo 245 de la Ley de Contrato de Trabajo.
Finalmente el estudio intervino en varios casos importantes de propiedad intelectual. En el caso Marriott Corporation v. RILA S.A., importante fallo sobre marcas donde la Corte Suprema de Justicia de la Nación Argentina se pronuncia sobre la nulidad de registros marcarios hechos de mala fe. En materia de marcas el estudio también representó a la sociedad Equifax Veraz en el primer caso de uso de marcas como keywords para generar anuncios en búsquedas de Internet en la Argentina (caso Organización Veraz v. Open Discovery s/cese de uso de marcas) donde obtuvo una cautelar y luego sentencia favorable a la actora en ambas instancias (luego, con fecha 19 de diciembre de 2024, la Corte Suprema del país dejó sin efecto esas sentencias favorables e hizo lugar al recurso de la demandada). En el caso Ubiquiti v. Hsu s/medidas cautelares se obtuvo una medida cautelar para prohibir la incorporación de software dentro de un microchip contenido en productos wireless falsificados.
En materia de derecho fintech, el estudio ayudó a constituir la Cámara de empresas fintech de Argentina, y en 2024 logró registrar ante la IGJ la primera sociedad con capital integrado por criptomonedas (en el caso BTC y USDC) en Argentina y en América Latina mediante el trabajo conjunto del equipo de societario y del área de fintech.

## Informática aplicada a la práctica del Derecho
Teodosio César Brea, fundador del estudio fue un gran impulsor de la Informática Jurídica aplicada el Derecho. En la década del 80 el estudio instaló ordenadores para poder procesar los trabajos de clientes, y facturar por horas con tarjetas perforadas (los ordenadores ocupaban medio piso de la Torre Pirelli). En 1983 el estudio jurídico importó al país dos ordenadores IMB PC para procesar textos. 
En el año 1989, a través de la empresa argentina Albrematica, en sociedad con la editorial jurídica El Derecho se produjo El Derecho en disco láser, un disco compacto en el que incorporó toda la colección de la revista jurídica El Derecho con 300.000 sumarios de jurisprudencia (más de 27 volúmenes de abstracts de jurisprudencia argentina). El programa que se usaba para buscar los sumarios se llamaba Justina. Con la ayuda de la empresa MTG  se desarrolló el programa Justina para MS-DOS, y la creación íntegra de la versión para Macintosh de "El Derecho en Disco Láser". El programa Justina también fue adaptado para ser utilizada con bases relacionales mediante SQL, reemplazando el uso de CD-ROM como medio de almacenaje principal. De esta forma, es posible crear bases de textos de indexación dinámica.
Además este desarrollo presentaba la función de buscar la jurisprudencia por una o más palabras sueltas, o incluso por lenguaje natural, por entonces toda una novedad dado que la búsqueda jurisprudencial de los abogados hasta ese entonces era manual sobre los índices de los tomos en papel usando las voces disponibles al final de cada tomo.  Cuando el proyecto estaba lanzado, se advirtió que no resultaba posible escanear, con los procedimientos existentes entonces, toda la colección, por la diversidad de tipografías usadas, y entonces, "para poder hacer el CD, se acometió la ingente tarea de volver a tipear casi tres décadas de esta revista jurídica".
Hoy día esto ha sido reemplazado por las bases de datos accesible a través de Internet. Albremática luego publicaría nuevas ediciones con texto completo de la Constitución y los códigos así como la colección de fallos de la Corte Suprema de Justicia de la Nación de 1989 a 1995 y la base de datos JUBA de la Suprema Corte de Justicia de la Provincia de Buenos Aires.

## Cambio de nombre
En el año 2019 el estudio mudó su nombre de Allende & Brea a Allende.

## Abogacíapro bono
El estudio forma parte de la Comisión Pro Bono del Colegio de Abogados de la Ciudad de Buenos Aires.  La Comisión es un espacio creado en el año 2000, que nuclea una red de estudios jurídicos con el fin de brindar atención jurídica gratuita en casos de interés público que, por representar intereses colectivos, proyectan sus efectos en sectores amplios de la comunidad. El estudio es miembro registrado de la Comisión Pro Bono desde su creación y ha participado activamente de la misma desde el principio, prestando asistencia jurídica gratuita en diversos casos planteados por la Comisión.